# Нэмор (киновселенная Marvel)
Нэмо́р (англ. Namor) — персонаж из медиафраншизы «Кинематографическая вселенная Marvel» (КВМ), основанный на одноимённом антигерое Marvel Comics, созданном Биллом Эвереттом.
Рождённый под именем Ча Тох Альмехен, он является представителем расы мутантов и правителем подводного государства Талокан, представляющего собой убежище от испанских колонизаторов, обитатели которого относятся к нему как к пернатому змееподобному богу Кукулькану.
Нэмор дебютировал в фильме «Чёрная пантера: Ваканда навеки» (2022), где его роль исполнил мексиканский актёр Теноч Уэрта. За своё исполнение Уэрта получил признание критиков.

## Создание образа

### Первое появление персонажа
Первое появление Нэмора Подводника состоялось в апреле 1939 года в Motion Picture Funnies Weekly от Funnies Inc., послужившем прототипов для планирующейся линейки ежемесячных комиксов. Только восемь известных образцов были обнаружены в поместье покойного издателя в 1974 году. Создатель персонажа Билл Эверетт использовал Подводника в Marvel Comics #1, первом комиксе Timely Comics, предшественника Marvel Comics. Последняя панель ранее неопубликованной 8-страничной истории про Подводника включала надпись «продолжение на следующей неделе», после чего была выпущена расширенная 12-страничная история. Начиная с #2 (Декабрь, 1939) серия Marvel Comics была переименована в Marvel Mystery Comics.

### Ранние попытки адаптации в кино
В 1997 году режиссёр Филип Кауфман вступил в переговоры с Marvel Studios относительно разработки фильма про Нэмора. В 1999 году Сэм Хэмм был приглашён написать сценарий к фильму, однако выход картины так и не состоялся. Saban Entertainment приняла участие в продюсировании фильма совместно с Marvel, взяв за основу сценарий Рэндалла Фрэйкса. В 2001 году о разработке фильма объявила Universal Studios, которая привлекла Дэвида Селфа для написания сценария. Студия планировала начать съёмки в 2003 году и выпустить фильм на экраны в 2004, однако производство было приостановлено в течение двух лет, пока в июле 2004 года Крис Коламбус не вступил в переговоры с Universal, чтобы направить фильм. Дата премьеры была перенесена на 2007 год. Коламбус покинул проект в 2005 году и студия заменила его на Джонатана Мостоу в сентябре 2006 года. В 2012 году, исполнительный продюсер Marvel Джо Кесада считал, что права на экранизацию Нэмора вернулись к Marvel, однако в августе 2013 года президент Marvel Studios Кевин Файги опроверг это мнение, заявляя, что права остались у Universal Studios. В мае 2014 года Борис Кит из The Hollywood Reporter опубликовал в своём Twitter-аккаунте пост, что права на Нэмора вернулись к Marvel, а 3 июня того же года подтвердил слухи об отсутствии прав на персонажа у Universal. 18 июля 2014 года Файги рассказал в своём интервью с IGN об отсутствии прав на экранизацию Нэмора у Universal Studios и Legendary Pictures, но в то же время объяснил о существовании ряда контрактов и сделок, которые было необходимо уладить. В июне 2016 года в подкасте Fat Man on Batman Кесада вновь заявил, что правами на Нэмора в настоящее время владеет Marvel Studios. В апреле 2018 года Файги отметил, что с правами на Нэмора обстоит непростая «ситуация», наподобие с правами на сольные фильмы про Халка, права на дистрибуцию которых сохранились за Universal. Тем не менее, в октябре того же года Файги заявил, что Marvel Studios не исключает появления персонажа в КВМ.
В 2022 году сценарист фильма «Доктор Стрэндж: В мультивселенной безумия» (2021) Майкл Уолдрон заявил, что на ранних этапах разработки сценария внутри Marvel Studios велась дискуссия о включении варианта Нэмора с Земли-838 в состав Иллюминатов, поскольку персонаж являлся почётным членом-основателем организации в комиксах. Тем не менее, у студии были другие планы на Нэмора, поэтому было принято решение исключить его из сюжета. В интервью c журналом Empire того же года Файги рассказал, что режиссёр картины «Чёрная пантера» (2018) Райан Куглер предложил ему оставить намёк на Нэмора в финале, показав мокрые следы, ведущие к трону во дворце Ваканды. На мировой премьере «Ваканды навеки» Файги рассказал, что планировал появление Нэмора в КВМ на протяжении 20 лет.

### Кастинг и исполнение
В ноябре 2020 года Теноч Уэрта вступил в переговоры с Marvel Studios на предмет получения роли антагониста фильма «Чёрная пантера: Ваканда навеки». В июне 2022 года было подтверждено участие Уэрты в проекте, а во время San Diego Comic-Con International было подтверждено, что он исполняет роль Нэмора.
Учитывая, что в комиксах Нэмор был жителем подводного государства, Уэрта сосредоточился на плавании. Для улучшения физической формы у Уэрты было пять месяцев до начала основных съёмок. Актёр намеревался добиться телосложения пловца, в соответствии с образом его персонажа в комиксах, отчего он был вынужден посещать 90-минутные занятия в бассейне: «Мы много занимались фридайвингом, так как снимали под водой, и я научился задерживать дыхание до пяти минут. Теперь, когда я нахожусь в воде, задержка дыхания ощущается так умиротворяюще, словно медитация».
Для улучшения физической формы у Уэрты было пять месяцев до начала основных съёмок, отчего ему приходилось тренироваться шесть раз в неделю в тренажёрном зале. Достичь желаемого результата актёру помогали тренеры Мартин Глейзер и Херонимо де ла Пеза, под наблюдением которых он выполнял приседания со штангой на спине, румынские становые тяги с гантелями и жим гантелей в положении лёжа, сбросив 20 фунтов лишнего веса.
Также Уэрта изучал майянские языки.

### Характеризация
«Пожалуй главная особенность персонажа заключается в том, что он не является эгоистом. [Нэмор] заботится о своём обществе. Он не индивидуалист. Он из племени».
По словам Виктории Алонсо, исполнительного продюсера фильма «Чёрная пантера: Ваканда навеки», имя Нэмора — это сокращённая версия испанской фразы «El Niño sin Amor», что переводится как «Мальчик без любви». Уэрта назвал Нэмора антигероем и объяснил это тем, что они с Куглером хотели очеловечить персонажа, сделав его мотивы понятными, несмотря на то, что в фильме персонаж является антагонистом. Куглер был восторжен возможностью перенести на экран «уникальные черты» персонажа из комиксов, такие как крылья на лодыжках и заострённые уши. Режиссёр назвал подводный образ жизни персонажа и крылья на лодыжках «индивидуальными особенностями, которые плохо сочетаются друг с другом», однако счёл нужным сохранить атрибуты Нэмора, объяснив своё решение тем, что «при создании фильмов такого типа необходимо опираться на странные вещи, иначе вы рискуете упустить то, что делает их [героев] забавными». Он также описал персонажа как «немного гада, немного романтика и просто невероятно могущественного человека». Продюсер «Ваканды навеки» Нейт Мур отметил, что «Нэмор не заинтересован в том, чтобы погубить мир ради власти. Деньги его не интересуют. Он заинтересован в защите своего народа. Он не считает себя злодеем, потому что в глазах Нэмора то, что он делает, направлено на защиту людей, которым довелось пройти через трагическую историю».

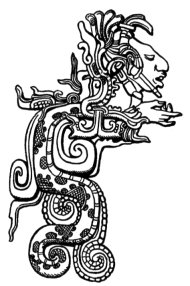
Изображение Кукулькана в образе змея в Дрезденском кодексе.

В комиксах родиной Нэмора являлось мифическое государство Атлантида. В фильме «Железный человек 2» (2010) на компьютере Щ.И.Т.а можно было заметить метку на Срединно-Атлантическом хребте, где по версии Marvel Comics располагалось королевство Нэмора. В картине «Мстители: Финал» (2019) Окойе упомянула о подводных землетрясениях у берегов Африки, что фанаты истолковали как ещё одну отсылку на Атлантиду, которая была подтверждена сценаристами Кристофером Маркусом и Стивеном Макфили. Тем не менее, во избежание ассоциаций с фильмом «Аквамен» (2018) Расширенной вселенной DC, создатели фильма приняли решение изменить историю происхождения персонажа и связать её с культурой цивилизации Майя, в результате чего тот стал правителем города Талокан. Связь между Атлантидой и Мезоамерикой была раскрыта в книге писателя Игнатиуса Доннелли «Атлантида: мир до потопа» (1882). Подданные обращались к нему как к Кукулькану, пернатому богу-змею. Этимология прозвище также простирается к майя, которые поклонялись к одноимённому богу. Для ацтеков это пернатое змеиное божество было более известно как Кетцалькоатль.
Старший художник по визуальному дизайну Marvel Studios Энтони Франциско рассказал, что увидел во сне дизайн киновоплощения Нэмора просмотра документального фильма о Мезоамерике, повествующем о бедственном положении ольмеков, ацтеков и майя. Создавая амулет Нэмора Франциско включил в него двух змей, символизирующих жизнь и смерть. В фильме  «Чёрная пантера: Ваканда навеки» Нэмор носил головной убор в мезоамериканском стиле с золотыми узорами и перьями. Художник по костюмам фильма Рут Э. Картер отметил: «Мы осмотрели красивые скульптуры разных сцен, изображающие образ жизни постклассического Юкатана, и фигуры пернатых змей излучали наибольшее могущество». Головной убор весил «около десяти фунтов», и необходимо было создать версию с проволокой, чтобы обеспечить мобильность в сценах, где Уэрта носил его во время маневрирования на глубине 20 футов под водой».
Оценивая силу персонажа Куглер упомянул, что Нэмор находится наравне с Тором, а во время нахождения в воде не уступает Халку.

### Визуальные эффекты
В ноябре 2022 года пользователи Twitter провели сравнение кадров из трейлера «Ваканды навеки» с кадрами из итогового варианта фильма, отметив, что специалисты по визуальным эффектам перерисовали плавки Нэмора, а также уменьшили размер его полового органа.

## Биография
Ча Тох Альмехен был первым потомком людей, которые мигрировали с поверхности под воду, и в будущем станут цивилизацией Талокана. Мальчик родился мутантом из-за того, что его мать употребила траву, насыщенную вибраниумом во время беременности. Он появился на свет с заострёнными ушами и крыльями на лодыжках и мог дышать воздухом с поверхности, а его кожа не синела. Почитаемый собственным народом как бог Кукулькан, он старел намного медленнее, чем его подданные, отчего продолжал выглядеть как ребёнок, когда его мать скончалась от старости. Её последним желанием было быть похороненной на земле, где она родилась, и поэтому Ча Тох Альмехен и несколько воинов-талоканцев впервые за многие десятилетия вернулись на сушу. Они обнаружили, что земля их предков была оккупирована испанскими колонизаторами, которые в страхе напали на них. Талоканцы расправились с колонизаторами, прежде чем похоронить мать Ча Тох Альмехена в соответствии с её последним желанием. Умирающий человек назвал Ча Тох Альмехена «мальчик без любви», что по-испански звучало как «El Niño sin Amor». Юноша взял имя Нэмор, под которым стал известен среди своих врагов.

### Война с Вакандой
Цивилизация Талокана процветала благодаря находившемуся под водой вибраниуму и оставалась сокрытой от обитателей поверхности в течение следующих 400 лет. Тем не менее, её статус-кво оказался под угрозой, когда Ваканда поведала миру о собственных запасах вибраниума, в результате чего различные страны начали поиски залежей металла. Студентка по имени Рири Уильямс сконструировала устройство по обнаружения вибраниума, при помощи которого Соединённые Штаты обнаружили его подводные месторождения. Чтобы сохранить тайну существования их государства, талоканские воины во главе с Нэмором напали на корабль-разведчик, убив всех присутствующих на борту людей и уничтожив устройство. После этого Нэмор встретился с королевой Ваканды Рамондой и поставил ей ультиматум: воспользоваться шпионской сетью, чтобы найти Уильямс и доставить её к нему или испытать на себе всю военную мощь Талокана. Принцесса Шури и глава Дора Миладже генерал Окойе навестили Рири в её комнате в Массачусетском технологическом институте, после чего на них напали талоканские воины Нэмора, Аттума, а затем и сам Нэмор. Он сразился с Окойе и победил её, в то время как принцесса Шури с трудом уговорила его взять их с Уильямс в заложники.
Пленницы были доставлены в подводную пещеру, в которой находился проход в город Талокан, где Нэмор рассказал принцессе свою историю и пригласил её посетить своё подводное королевство, снабдив герметичным костюмом. Он отдал ей символ своей погибшей матери, в надежде заручиться поддержкой Ваканды в предстоящей войне против людей из верхнего мира. Тем не менее, Шури и Рири были спасены Накией, которая устранила сторожившего их охранника во время побега. Этот инцидент положил начало войне между Вакандой и Талоканом, в ходе которой Нэмор напал на столицу Ваканды Бирнин Зана, затопив улицы и атаковав Королевский дворец, где находились Рири и королева. Нэмор бросил водяную бомбу, и Рамонда пожертвовала собой, чтобы спасти Уильямс. Затем Нэмор заявил Шури, что та стала королевой и пообещал устроить ещё одно нападение через неделю в случае невыполнения его условий.
Вакандцы отправились на встречу с талоканцами в море, приготовив ловушку для Нэмора. Пока талоканцы штурмовали судно Ваканды, находящийся в полёте Нэмор был схвачен вражеским истребителем, внутри которого Шури попыталась высушить его, тем самым намереваясь ослабить своего оппонента. Тем не менее, Нэмору удалось вырваться и сбросить истребитель на сушу. Ставшая новой Чёрной пантерой Шури сражалась с Нэмором до тех пор, пока тот не пронзил её копьём, однако затем принцесса заманила его в радиус взрыва остатков истребителя, в результате чего образовавшийся огонь опалил спину Нэмора. Несмотря на возможность убить Нэмора, Шури отказалась от своей мести и заключила с ним союз, после чего оба правителя разоружили свои армии. Вернувшись в Талокан, Нэмор выслушал недовольство Нэморы относительно проявленной слабости, однако заявил, что Ваканда в конечном итоге станет их союзником в конфронтации с внешним миром.

## Будущее
Теноч Уэрта вернётся к роли Нэмора в фильме «Мстители: Судный день».
Уэрта выразил интерес в возвращении к роли Нэмора в сольном фильме персонажа, отметив, что судьба данного проекта зависит от успеха его первого появления в «Ваканде навеки».

## Критика и влияние
Уэрта был удостоен положительных отзывов критиков за исполнение роли Нэмора. Камболе Кэмпбелл из Empire назвал его «уникальным антагонистом»: «Он представляет собой яркую, креативную адаптацию персонажа-ветерана комиксов, который говорит правду с убедительной злобой». По мнению Тома Йоргенсена из IGN Нэмор оказался «вызывающим симпатию злодеем», хорошо контрастирующим с главной героиней Шури по части её идеологии. Анжелика Джейд Бастьен из Vulture заявила, что Нэмор располагает к себе благодаря своей предыстории, однако посетовала на слабое раскрытие культуры его народа.
Нередко критики отождествляли Нэмора со злодеями других фильмов. А.О. Скотт сравнил Нэмора с главным злодеем первой части Киллмонгером, Магнето из серии фильмов про Людей Икс и Кобой из картины «Планета обезьян: Революция» (2014), назвав всех четырёх персонажей радикалами, отметив, что антигерой Уэрты скорее переполнен печалью, чем гневом. В рецензии для New York Post Джонни Олексински назвал Нэмора «солидным, сложным злодеем, хотя и не столь выдающимся, как Киллмонгер Майкла Б. Джордана». Кларисса Лоури из The Independent также сравнила злодеев обоих фильмов про Чёрную пантеру, отметив, что Нэмор «рассматривает многие из тех же идеологических идей [что и Киллмонгер]: изоляция, сотрудничество, месть, самоопределение, агрессия и защита», но в то же время заходит несколько дальше и рассуждает «о контроле над ресурсами и о том, как бывшие и ныне колонизированные страны могут построить своё будущее». К. Остин Коллинз разделил мнение относительно схожести обоих злодеев: «Подобно Киллмонгеру Майкла Б. Джордана из первого фильма, чьё имя буквально пробуждает ярость в его сердце, Нэмору не нравится пацифизм Ваканды. Хуже того, он такой же могущественный. Впервые у этой гиперзащищенной афрофутуристической земли появился достойный противник».
Многие рецензенты и имеющие отношения к комиксам Marvel деятели раскритиковали внешний вид персонажа. После выхода трейлера фильма «Чёрная пантера: Ваканда навеки», где были показаны кадры выходившего из воды Нэмора, художник Marvel Comics Майк Деодато, ранее иллюстрировавший комиксы с участием персонажа, раскритиковал в своём Instagram-аккаунте уровень физической подготовки Уэрты к роли, опубликовав для сравнения фотографию собственной спины. Фил де Семлин из Time Out заявил, что из-за своих крылатых ног Нэмор напоминает логотип новой курьерской компании. Энн Хорнадей из The Washington Post сравнила крылышки на лодыжках Нэмора с крыльями феи Динь-Динь, назвав их единственным недочётом образа персонажа. С другой стороны, Дэвид Руни из The Hollywood Reporter заявил, что «крепкое обнажённое тело, украшенное ракушками, бусами, золотом и одеяниями из водорослей перебивают чудные крылатые ступни».

### Товары
В 2022 году Hasbro анонсировала фигурку Нэмора, основанную на его образе из фильма «Чёрная пантера: Ваканда навеки». В том же году Funko выпустила фигурку Нэмора на основе его киновоплощения.